# Anaspis testacea
Anaspis testacea là một loài bọ cánh cứng trong họ Scraptiidae. Loài này được Forster miêu tả khoa học năm 1771.